# المكتبة الرئاسية (أذربيجان)
تم إنشاء المكتبة الرئاسية في عام 2003 على أساس مكتبتين ثريتين في الجمهورية.كانت المكتبة الرئاسية واحدة من أكبر المكتبات العامة في باكو ويعود تاريخ إطلاقها إلى عام 1870.خلال الفترة السوفياتية، تم تحويل هذه المكتبة إلى المكتبة المركزية بموجب مرسوم إدارة التعليم الشعبي في باكو.في 22 يوليو 2009 ، بموجب مرسوم رئيس جمهورية أذربيجان، منحت المكتبة الرئاسية مركز مكتب رئيس جمهورية أذربيجان.

## الاتجاهات الرئيسية لنشاط المكتبة
الاتجاهات الرئيسية لنشاط المكتبة - لإنشاء وصيانة موارد المعلومات عن طريق إنشاء أموال للكتب وأنواع أخرى من المستندات، لتطبيق الرسوم الكرتونية التقليدية والإلكترونية المثالية والموارد الببليوغرافية التي تعكس تلك الأموال وإتاحتها للقراء بشكل كامل.

## مشاريع
مشاريع إلكترونية واسعة النطاق تغطي الموضوعات ذات الأولوية:
- حيدر علييف. -
- أنشطة إلهام علييف للسياسة الخارجية -
- أذربيجان -
- إبادة خوجالي -

## صندوق
في صندوق المكتبة يتم الاحتفاظ بعينات فريدة من الأدب بلغات مختلفة نشرت في القرنين السادس عشر والتاسع عشر وفي بداية القرن العشرين.تهيمن المؤسسة على الاقتصاد والسياسة والبناء الحكومي والقانون والفلسفة والإحصاء والتاريخ والنقد الأدبي واللغويات.يحتوي الصندوق الصحفي الدوري للمكتبة على 250 مجلة وصحيفة ودوريات أخرى منشورة في جمهوريتنا وبلدان أخرى.في الوقت الحالي، تولي المكتبة اهتماما خاصا لمجال جمع التبرعات الإلكتروني.

## إحصائيات التطبيقات
- كتب جديدة - 20042
- الأسهم الرجعية - 3085
- الإحالات التلقائية - 6021
- صندوق الإيداع للأمم المتحدة - 71
- الموارد الالكترونية - 97
- الملاحظات - 28

## نظام أتمتة عملية المكتبة
يتم إيلاء اهتمام خاص لتطبيق تقنيات المعلومات الحديثة في المكتبة.تحتوي المكتبة على شبكة كمبيوتر محلية والوصول إلى الإنترنت.يستطيع القراء، الذين لديهم أجهزة كمبيوتر محمولة، الاتصال بالإنترنت من خلال نظام قراءة لاسلكي.تم تقديم مجموعة كاملة من أحدث إصدار من نظام أتمتة المكتبة في المكتبة.يوفر هذا النظام أتمتة جميع عمليات المكتبة، بدءًا من المجموعة وصولاً إلى المخزون حتى إرسالات الكتاب.يتيح النظام أيضًا للقراء استخدام قاعدة البيانات الكاملة للمكتبات.بالإضافة إلى ذلك، يمكن لكل مستخدم إنترنت استخدام كتالوجه الإلكتروني والموارد الإلكترونية الأخرى من خلال موقع المكتبة على شبكة الإنترنت.

## جهاز ببليوغرافي وخدمة ببليوجرافية
تحتوي المكتبة على فهرس أبجدي ومنتظم يعكس الأدب بلغات أذربيجانية وروسية ولغات أخرى.يتم تضمين جميع الكتب الواردة من المكتبة منذ عام 2003 في الكتالوج الإلكتروني.يتم تضمين الأوصاف البيبليوغرافية لأهم المواد في الدوريات المدرجة في الصندوق منذ عام 2004 في قاعدة بيانات منفصلة داخل الكتالوج الإلكتروني.كما يتم تجميع ونشر المساهمات الببليوغرافية المختلفة في المكتبة.كما يمكن استخدام الكتالوجات الإلكترونية والإصدارات الإلكترونية من الموارد الببليوغرافية مع موقع المكتبة على شبكة الإنترنت.تقدم المكتبة لمستخدميها مجموعة كاملة من خدمات المعلومات المرجعية والببليوغرافية.كما يتم توفير خدمة المعلومات الببليوغرافية لقراء محددين عن طريق البريد الإلكتروني.بالإضافة إلى المكتبة التقليدية والخدمات الببليوغرافية، يمكن للمكتبة أيضًا استخدام الإنترنت والعروض والمؤتمرات الصحفية والماسحات الضوئية والنسخ والتصفيح والخدمات الإضافية الأخرى.

## هيكل المكتبة
تم تشكيل الهيكل التنظيمي والإداري للمكتبة الرئاسية.